# Стробоскоп

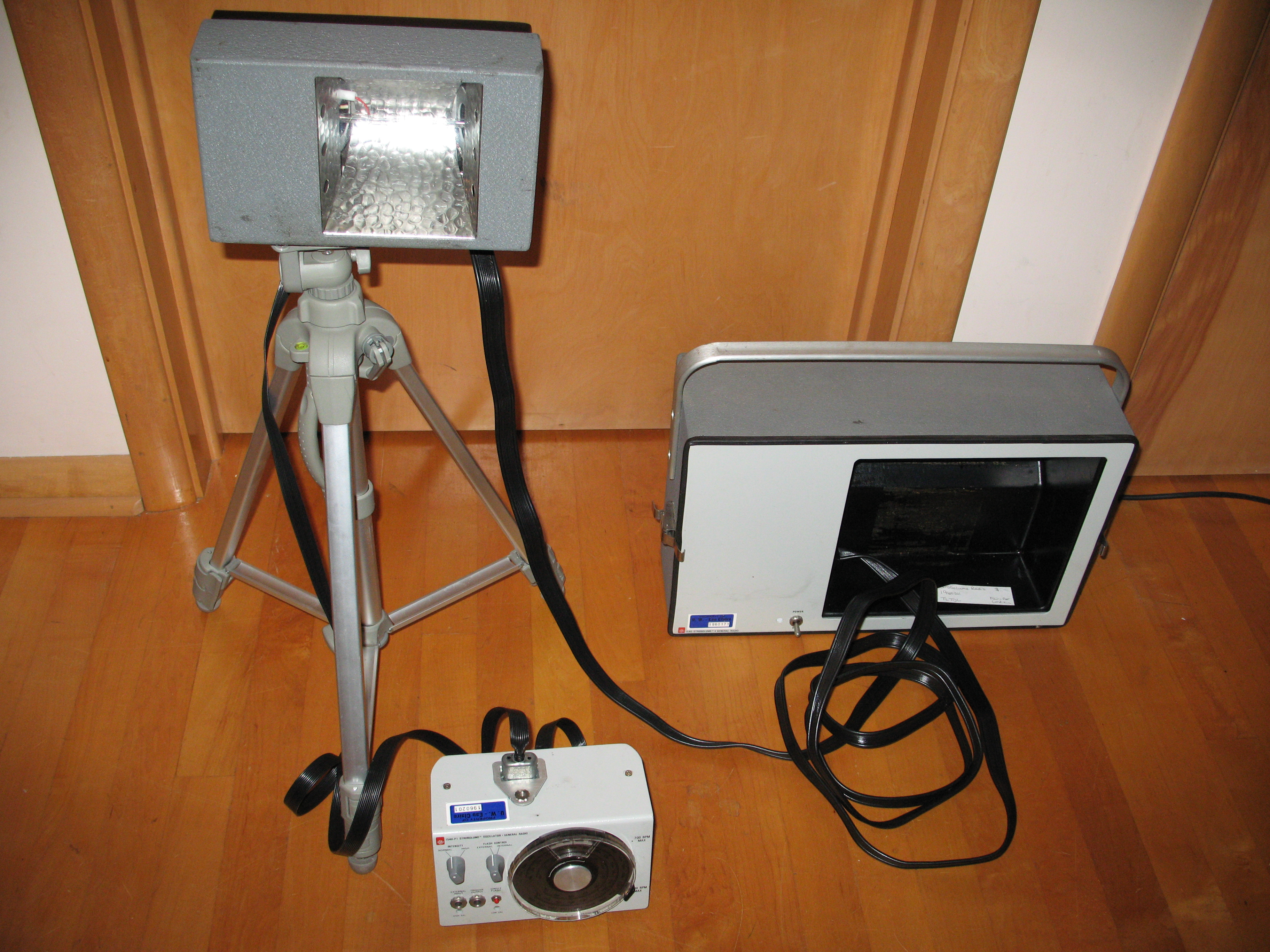
Стробоскоп 1540 Strobolume

Стробоскоп (від грец. στρόβος — «крутіння», «безладний рух» і σκοπέω — «дивлюся») — прилад, що генерує швидко повторювані яскраві світлові імпульси. Спочатку був іграшкою.

## Загальний опис
Стробоскоп — демонстраційний або контрольно-вимірювальний прилад, дія якого ґрунтується на стробоскопічному ефекті (2-й тип), який завдяки імпульсному освітленню дозволяє візуально «зупиняти» предмет, що швидко обертається, або навіть спостерігати його уявний рух у зворотному напрямку, простежувати окремі фази руху тіла у його польоті тощо. В сучасних стробоскопах як освітлювачі використовуються газорозрядні імпульсні лампи, а також імпульсні лазери.

## Історія
Жозефу Плато з Бельгії приписують винахід стробоскопа у 1832 році, коли він використав диск з радіальними прорізами, який обертався під час перегляду зображень на окремому колесі, що оберталося. Прилад Плато став відомий як «фенакістоскоп». Майже одночасно і незалежно австрієць Симон Ріттер фон Штампфер винайшов пристрій, який він назвав «стробоскопом», і саме його термін використовується сьогодні. Етимологія походить від грецьких слів στρόβος — strobos, що означає «вир» і σκοπεῖν — skopein, що означає «дивитися».
Перші винаходи мали не лише важливе застосування для наукових досліджень, але й одразу ж здобули популярність як методи створення рухомих зображень, і цей принцип був використаний у численних іграшках. Інші ранні піонери використовували дзеркала, що обертаються, або вібруючі дзеркала, відомі як дзеркальні гальванометри.
У 1917 році французький інженер Етьєн Омічен запатентував перший електричний стробоскоп, одночасно сконструювавши камеру, здатну знімати 1000 кадрів на секунду.
Гарольд Юджин Еджертон («Док» Еджертон) використовував миготливу лампу для вивчення деталей машин у русі. Згодом General Radio Corporation випустила цей пристрій у вигляді «Strobotac» — раннього прикладу комерційно успішного стробоскопа.
Пізніше Еджертон використовував дуже короткі спалахи світла для створення нерухомих фотографій об'єктів, що швидко рухаються, таких як кулі в польоті.

## Застосування
Стробоскоп застосовується для вивчення швидкоплинних процесів, напр., при збагаченні корисних копалин (відсадка, ґрануляція, подрібнення у струминних млинах тощо), вимірювання швидкості обертання валу, імпелера, шківа тощо.
Часто використовується на вечірках, дискотеках і рок-концертах.
Музичний стробоскоп — один з варіантів світлодинамічної установки для дискотеки, що використовує спалахи з різною частотою імпульсної лампи.
Строботахометр — стробоскоп для визначення швидкості обертання.
Також стробоскоп — прилад для спостереження швидких періодичних рухів, дія якого засновано на стробоскопічному ефекті.